# Notophthiracarus leei
Notophthiracarus leei är en kvalsterart som beskrevs av Wojciech Niedbała 1987. Notophthiracarus leei ingår i släktet Notophthiracarus och familjen Phthiracaridae. Inga underarter finns listade i Catalogue of Life.